# مدرسة شيراز الثانية للرسم

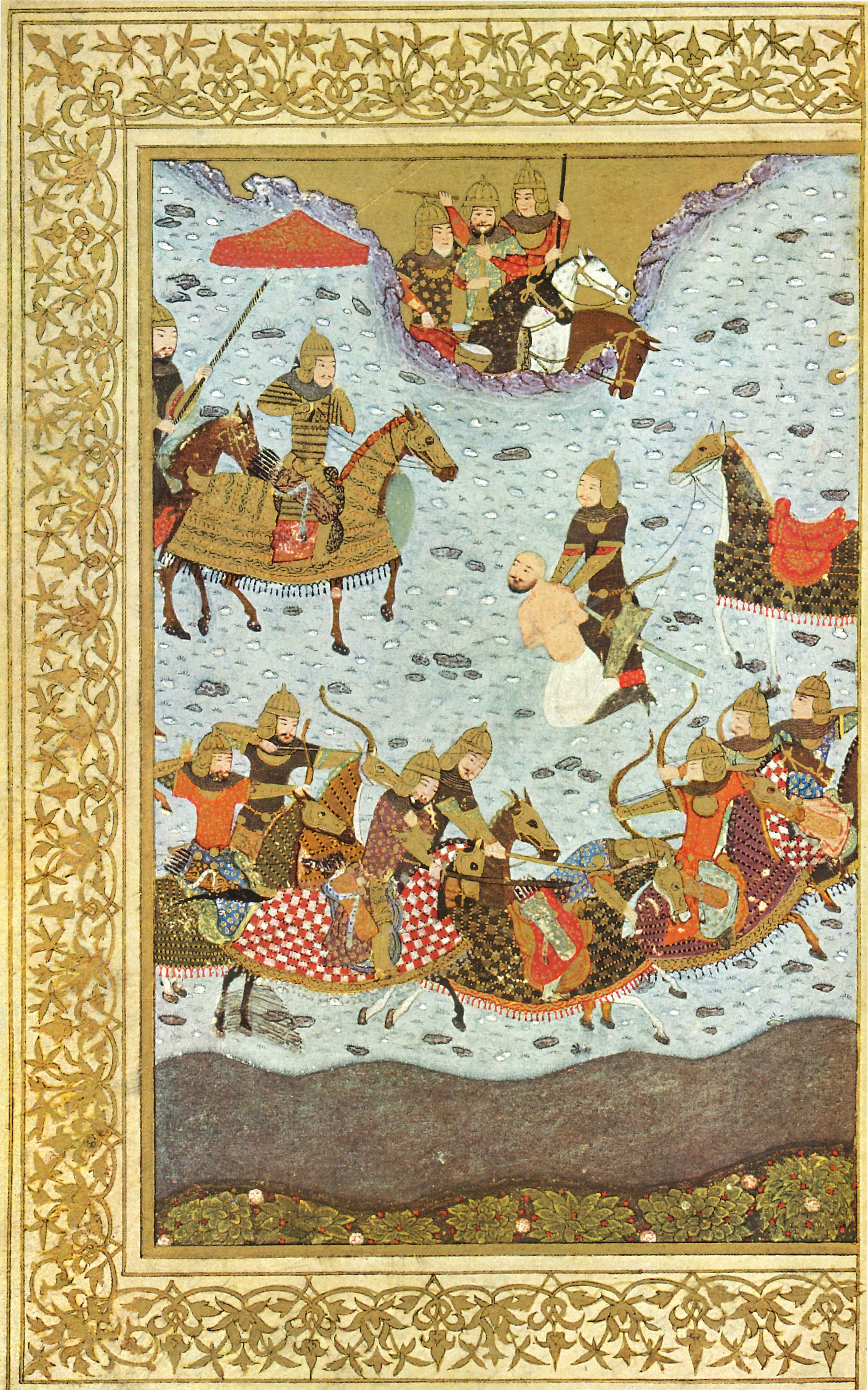
ورقة من مختارات الإسكندر الأكبر، حيث سجن الإسكندر داراب، رُسمَت حوالي القرن الثامن الهجري، في شيراز

مدرسة شيراز الثانية أو مدرسة شيراز للرسم تٌشير إلى المجموعة الفنية المُنتجة في شيراز منذ أواخر القرن الثامن الهجري، وخاصة في العصر التيموري. بعد انهيار الحكم المغولي سنة 771هـ. في القرن الحادي عشر الميلادي، استمرت مدرسة شيراز في عهد تيمور، وتأثرت أيضًا بالمدرسة بالمدرسة الجلائرية التي تأسست حديثًا. ومن أعمال هذه الفترة مختارات إسكندر سلطان (814 هـ)، والشاهنامه لإبراهيم سلطان (823 هـ)، وكتاب خاوران نامه لابن حسام ، الذي رسمه فرهاد (881 هـ). وفي العصر التيموري (القرن التاسع الهجري) ووجود السلطان إسكندر وإبراهيم سلطان في شيراز، أصبح المسرح مهيأً لظهور السمات البصرية مدرسة شيراز الأولى للرسم (القرن الثامن الميلادي).

## الأسلوب
ويظهر التناسق جليًّا في لوحات هذه المدرسة، كما أن التباين اللوني بين عناصر اللوحة وخلفيتها، واستخدام السحب الدوامة، والبساطة في التركيبات من أهم الخصائص البصرية لهذه المدرسة.

خوران نامه، مدرسة شيراز من القرن التاسع (تيمورية) - الرؤوس التي تشبه اللهب هي السمة الرئيسة للرسوم التوضيحية في هذا الكتاب

## كتب مدرسة شيراز (القرن التاسع)
- مختارات إسكندر سلطان (813هـ)
- شاهنامه إبراهيم سلطان (837هـ)
- خاوران نامه (٨٨٣ هـ)

## طالع أيضًا
- لوحة إيرانية
- مدرسة هرات للرسم

## الحاشية السفلية
1. ↑  قالب:پک